# Сражение при Чиппеве
Сражение при Чиппеве (The Battle of Chippawa) одно из сражений Ниагарской кампании англо-американской войны. Произошло на территории Верхней Канады 5 июля 1814 года. В ходе сражения дивизия британского генерала Риала атаковала американскую регулярную бригаду генерала Уинфилда Скотта, но была отброшена и обращена в бегство. Это сражение, как и последующее при Ландис-Лэйн, показало, что обученная американская пехота способна на равных сражаться с регулярными частями британской армии.

## Предыстория
В начале 1814 года стало понятно, что Наполеон проигрывает войну в Европе, и ветеранские части британской армии будут переброшены с Пиренейского полуострова в Канаду. Американский военный секретарь, Джон Армстронг, решил, что необходимо разбить британцев в Канаде до прибытия подкреплений из Европы. Сначала предполагалось нанести основной удар на Кингстон и отвлекающий на Ниагарский полуостров, но для атаки Кингстона необходима была поддержка флота, но коммодор Чэнси был не готов поддержать наступление на Кингстон до середины июля, в итоге генерал-майор Джейкоб Браун был вынужден сконцентрировать все основные силы на направлении Ниагары.
Перед началом кампании Армстронг организовал два тренировочных лагеря — один в Платтсберге и второй, под руководством Уинфилда Скотта, в Буффало. Скотт начал всерьёз готовить регулярные подразделения, тренируя их по 10 часов в сутки. Он использовал устав французской революционной армии 1791 года. Он так же выгнал из армии всех политических назначенцев, ввёл жёсткую дисциплину и санитарные нормы. Этим он заметно снизил потери от дизентерии и других инфекций. Нерешённой оставалась только проблема снабжения: Скотт не смог добыть официальную голубую униформу для своих людей. Всё, что было прислано для армии, ушло в Платтсберг. Снабженцы наспех заказали 2000 комплектов униформы, но все они оказались серого цвета.

### Ниагарская кампания

Канада и север США в 1812 году

В начале июня дивизия Джейкоба Брауна сконцентрировалась у Ниагары. Без поддержки флота она не могла атаковать Форт Джордж в устье Ниагары, но не могла так же и высадиться на ниагарском полуострове для наступления на Бёрлингтон. Армстронг предложил атаковать форт Эри напротив Буффало, после чего дождаться готовности американского флота. В распоряжении Брауна имелись регулярная бригада Уинфилда Скотта (1 377 чел.) и бригада Рипли (1 082 чел.). При них имелись четыре артиллерийские роты, численностью 327 человек под командованием майора Джейкоба Хиндмана. Британскими частями в Верхней Канаде командовал генерал-майор Финеас Риал, который полагал, что имеет дело с американскими ополченцами.
3 июля армия американская армия окружила форт Эри, который обороняли всего две британские роты (137 чел.) под командованием майора Томаса Бака. В 17:00 майор Бак сдался. 4 июля подошла бригада ополченцев генерала Питера Портера (750 чел.) и отряд в 600 индейцев-ирокезов, и Скотт начал наступление на север вдоль берега реки Ниагара. Риал, узнав о появлении американцев, отправил отряд под командованием подполковника Томаса Пирсона, чтобы тот задержал противника. В распоряжении Пирсона были 2 роты 100-го пехотного, рота 1-го пехотного, два 24-фунтовых орудия и подразделение 19-го полка лёгких драгун. Бригаде Скотта удалось быстро отбросить этот отряд, прежде чем тот успел разрушить мосты и завалить дороги. В конце того же дня Скотт обнаружил укрепления противника на противоположном берегу речки Чиппева-Крик около городка Чиппева. После короткой артиллерийской перестрелки Скотт отступил за речку Стритс-Крик.
Британской обороной командовал лично Финеас Риал, в распоряжении которого имелась Правая Дивизия. Риал полагал, что форт Эри ещё держится, что американцы выделили значительные силы на его блокаду и, соответственно, он имеет дело с отрядом около 2 000 человек. Он полагал, что имеет дело с ополченцами, но так же был убеждён, что американские регулярные части не представляют большой опасности. Он решил пойти в наступление, отбросить противника и снять блокаду с форта Эри.

## Сражение

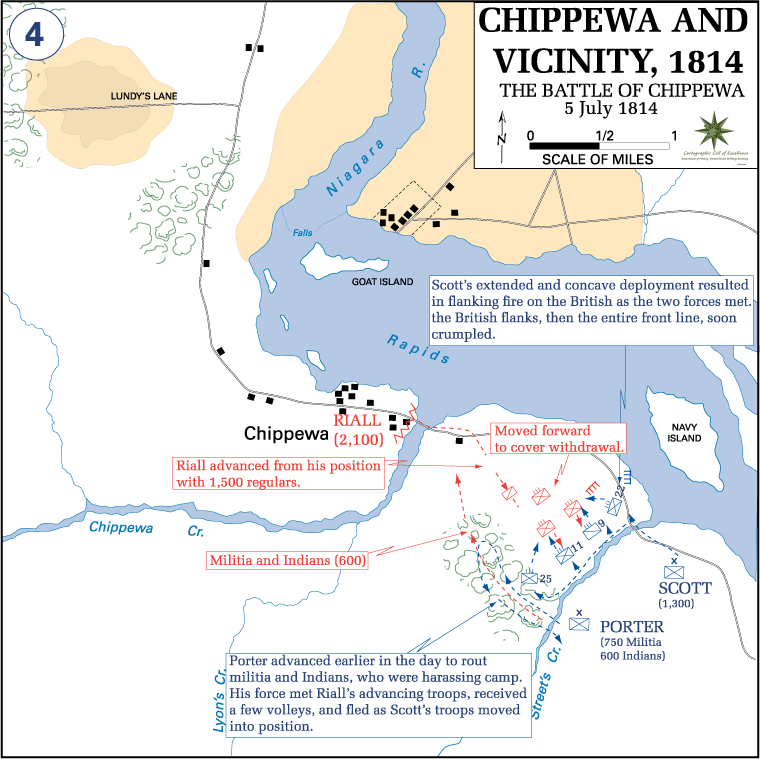
Карта сражения при Чиппеве

Утром 5 июля британская лёгкая пехота, ополченцы и индейские подразделения перешли реку Чиппева, прикрывая выдвижение основных сил Риала: трёх полков регулярной пехоты. Утром лёгкая пехота подобралась к лагерю Скотта и обстреляла его, едва не захватив в плен самого Скотта. В то утро Скотт готовился провести парад в честь Дня Независимости и не придал значения этому инциденту. Днём люди Брауна начали разведку леса, рассчитывая выйти во фланг английским позициям, но вскоре попали под огонь ополченцев и индейцев. Индейцами командовали майор Нортон и капитан Керр, а ополченцами полковник Диксон и майор Секорд.
Браун приказал бригаде Портера очистить лес. Стрелки Портера быстро выбили противника из леса (при этом был ранен полковник Диксон), вышли на открытое пространство и натолкнулись на регулярные британские полки. Британский полковник Пирсон, который командовал правым флангом, приказал двум крайним ротам 100-го полка атаковать противника. Портер сразу же отступил назад за Стрит-Крик. Браун понял, что британцы готовятся к бою и послал своего адъютанта, полковника Чарльза Гарднера, с сообщением к Скотту. Браун сам отправился вслед за гонцом, нашёл Скотта и крикнул ему: «Вам предстоит бой!» (You shall have a battle!).
Бригада Скотта стояла ближе всех к противнику. Он сразу же повёл пехоту ускоренным маршем за реку на поле вместе с батареей Натаниеля Тоусона. Первым перешли реку 9-й и 22-й полки под общим командованием майора Генри Ливенворта, затем 11-й пехотный полк полковника Джона Кэмпбелла и 25-й пехотный полк майора Томаса Джесапа.
Скотт разместил 9-й пехотный и 11-й пехотные полки в центре, 22-й пехотный на правом фланге, а 25-й пехотный на левом, так что его левый фланг упирался в лес. на крайнем правом фланге он поставил батарею Тоусона — три 12-фунтовых орудия. Британцы так же выдвинули вперёд артиллерию: два лёгких 24-фунтовых орудия и 5.5-дюймовую гаубицу. Одновременно британцы строились в боевую линию: 1-й и 100-й пехотные полки встали в первой линии, а 8-й пехотный и канадское ополчение в резерве. Заметив серые мундиры пехотинцев Скотта, Риал решил, что имеет дело с ополченцами из Буффало. Однако, американская пехота продолжала уверенно наступать, несмотря на плотный артиллерийский огонь. Риал осознал, что перед ним регулярные части и, как считается, воскликнул: «О Боже, это регуляры!».
Силы сторон на поле были примерно равны. Если не считать тех, кто сражался в лесу на фланге, у Риала было около 1400 человек при 6 орудиях, а у Скотта 1350 при 7 орудиях.
Артиллерия Тоусона попала под особо сильный огонь противника и вскоре Тоусон потерял одно орудие. Но он продолжал вести огонь, и его орудия стреляли быстрее британских. Вскоре ему удалось подорвать зарядный ящик на батарее противника и британские орудия замолчали. Это поставили британцев в ещё более невыгодное положение.
Британцы наступали через поле через высокую траву, и вместо того, чтобы наступать колоннами, Риал приказал развернуть полки в линию, что сильно замедлило их движение. При таком построении они могли вести более интенсивный огонь, но Риал приказал дать один залп и сразу идти в штыковую атаку. В ходе наступления он вывел 8-й пехотный из резерва и перебросил его на свой правый фланг.
Когда противники сблизились на 100 метров, Скотт выдвинул вперёд фланговые полки и его линия охватила британцев полукольцом с флангов. Британцы попали под перекрёстный огонь, а на помощь батарее Тоусона подошла батарея капитана Джона Ричи. Тем временем 1-й и 100-й британские полки шли вперёд, но они несли всё большие потери и начали колебаться. Подполковник Джон Гордон (командир 1-го пехотного) получил сквозное ранение в рот и не смог отдавать команды, подполковник Джордж Хей (командир 100-го пехотного) был ранен в ногу. Понимая, что успех склоняется на его сторону, Скотт скомандовал штыковую атаку, и британская пехота сразу стала отступать. Риал успел сформировать арьергард из 8-го пехотного полка, и тем самым дать шанс остальным полкам отступить. Скотт остановил свою бригаду сразу после того, как исход боя стал понятен, но индейцы отряда Портера преследовали британцев до Чиппева-Крика, захватив несколько пленных и трофеев. Когда на после боя пришла бригада Рипли и остальные орудия Хиндмана, британцы уже отступили в укрепления за рекой.

## Последствия

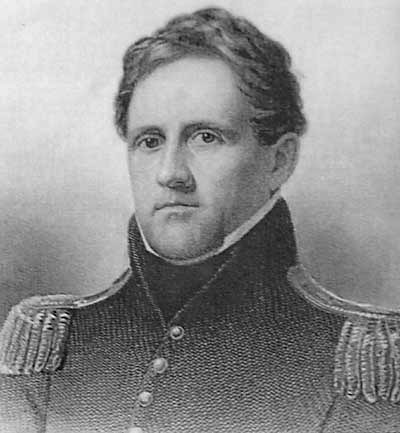
Уинфилд Скотт в 1812 году

### Потери
Дивизия Брауна в этом сражении насчитывала 2 105 человек и потеряла 325 человек (60 убито, 249 ранено, 19 пропало без вести), итого 15 % своего состава.
Дивизия Риала в целом насчитывала от 2 130 до 2 280 человек и по одной статистике потеряла около 500 человек, то есть 22 % своего состава. Согласно официальным отчётам, 148 было убито, 321 ранен и 46 пропало без вести. Впоследствии исследования показали, что в официальной статистике многие пленные были записаны как убитые, и из 136 убитых только 74 реально погибли. С другой стороны, официально посчитано 12 убитых канадских ополченца, хотя реально их оказалось 18.